# Ляхчиці
Ля́хчиці (біл. Ляхчыцы, місц. Ляхчичи) — село в Кобринському районі Берестейської області Республіки Білорусь. Орган місцевого самоврядування — Хідринська сільська рада.

## Географія
Село розташоване на заході Полісся за 15 км від Кобрина і 18 км від Дивина.

## Населення
У 2011 році — 72 двори, у селі проживає 155 осіб. Найпоширеніші прізвища Назарук і Борисюк.
| Період | 1890 | 1905 | 1911 | 1921 | 1940 | 1959 | 1970 | 1999 | 2005 | 2011 |
| ------ | ---- | ---- | ---- | ---- | ---- | ---- | ---- | ---- | ---- | ---- |
| чол.   | 268  | 380  | 318  | 214  | 285  | 211  | 253  | 204  | 173  | 155  |

За переписом населення Білорусі 2009 року чисельність населення села становило 142 особи.

## Історія
Назва села походить від діалектного слова «ляха» — незасіяне поле («ляшіть» — означає засівати). За народними переказами, назва походить від імені первопоселенца Ляха, тобто поляка.
Біля села знайдені кремнієві наконечники стріли і списи.
Вперше село згадується в Ревізії Кобринської економії, складеної королівським ревізором Дмитром Сапєгою в 1563 році.
- 1563 — Ляхчиці — село, 7 волок землі, у складі Селецького війтівство Кобринської економії ВКЛ. У тому ж році вперше згадується урочище Княжа гора, на якому, за народним переказом, похована княгиня Ольга.
- 1795 Після 3-го розділу Речі Посполитої у складі Російської імперії, у Кобринському повіті.
- 1801 — в Гродненської губернії.
- 1890 — село Блоцької (Болотський) волості, 913 дес. землі, в 1897 р. було 38 дворів, 268 жителів, був хлебозапасний магазин.
- 1905 — село (367 жителів) і однойменне маєток (13 жителів).
- 1911 — село налічувала 318 жителів.
- 1921 — в складі Польщі, у Блоцької (Болотський) гміні Кобринського повіту. Поліського воєводства, 40 будинків 214 мешканців.
- 1939 — в БРСР, з 15.01.1940 в Дивинском районі Брестської області, С 12.10.1940 р. до 30.10.1959 р. в Верхолесском сільраді, з 08.08.1959 р. в Кобринському районі.
- 1940 село нараховує 73 двору, 285 жителів, працювала початкова школа.

У Велику Вітчизняну війну Ляхчиці окуповані німецько-фашистськими загарбниками з червня 1941 р. до липня 1944
- 1949 — 32 господарства об'єдналися в колгосп імені Мічуріна. Потім разом з селами Корчиц, Ходинічі, Верхолісся і Ольхівка становили колгосп «Перемога».

По перепису 1959 в Ляхчіцах було 211 жителів, в 1970 р. — 253 жителя. У 1999 р. 72 господарства, 204 мешканців, у складі колгоспу «Прапор Перемоги» (з 2004 СПК «Радонезький», центр господарства — село Корчици). У 2005 році 64 господарства, 173 жителя.
Є Будинок соціальних послуг, магазин, нове невикористовуване будівля лазні. У 2011 році закрита сільська бібліотека. Біля села знаходяться дві могили жертв фашизму.
Південніше села біля каналізований річки Тростяниця розташоване урочище Княжа гора. Відповідно до місцевого переказу в урочищі знаходиться могила княгині Ольги.

## Переказ
Давно це було. Княгиня Ольга тут проходила. Була вона наша, руска … Колись вбили чоловіка її, Володимира, і пішла Ольга воювати з ворогами…
Ольга хитрістю перемогла ворогів, перекувати у коней підкови на копитах навпаки. Але за Дивином був пост, і звідти солдати її наздоганяли. У той час наша гора над болотами стояла, ліси на ній не було. Там княгиня і зупинилася. У той час ворожі війська наступали з півдня, від Новосілок. На горі і знайшла смерть Ольгу … Там її й поховали. Могила була майже під вершиною. З тих пір гора і називається Княжа гора або Княжна. Здавна на могилі стояв простий дерев'яний хрест, але, напевно, при більшовиках його зняли…

## Історичні джерела
У 1287 році галицько-волинські князі пішли на Польщу. Володимиро-волинський князь Володимир Василькович, важко хворий, послав замість себе воєводу, а сам залишився в Кам'янці. Дуже страждаючи від своєї рани (у нього гнила нижня щелепа), він повідомив Мстиславу Даниловичу Луцькому, що призначає його спадкоємцем. Після походу Луцький князь був викликаний для підписання документів. Окремо була написана грамота, у якій дружині Володимира Ользі Романівні було заповідано місто Кобрин і село Городель (Городець). Крім того, у грамоті князь записав: «… а княгиня моя оже восхочет в черничь поити поидеть, Аже не восхочет ити, а како ей любо мне не воставши смотрети, что, кто маеть чинить по моем животе». До того ж князь змусив наступника цілувати хрест, що він не віддасть прийомну дочку Ізяславу проти її волі заміж, а тільки так, як захоче Ольга.

Герб Волыні

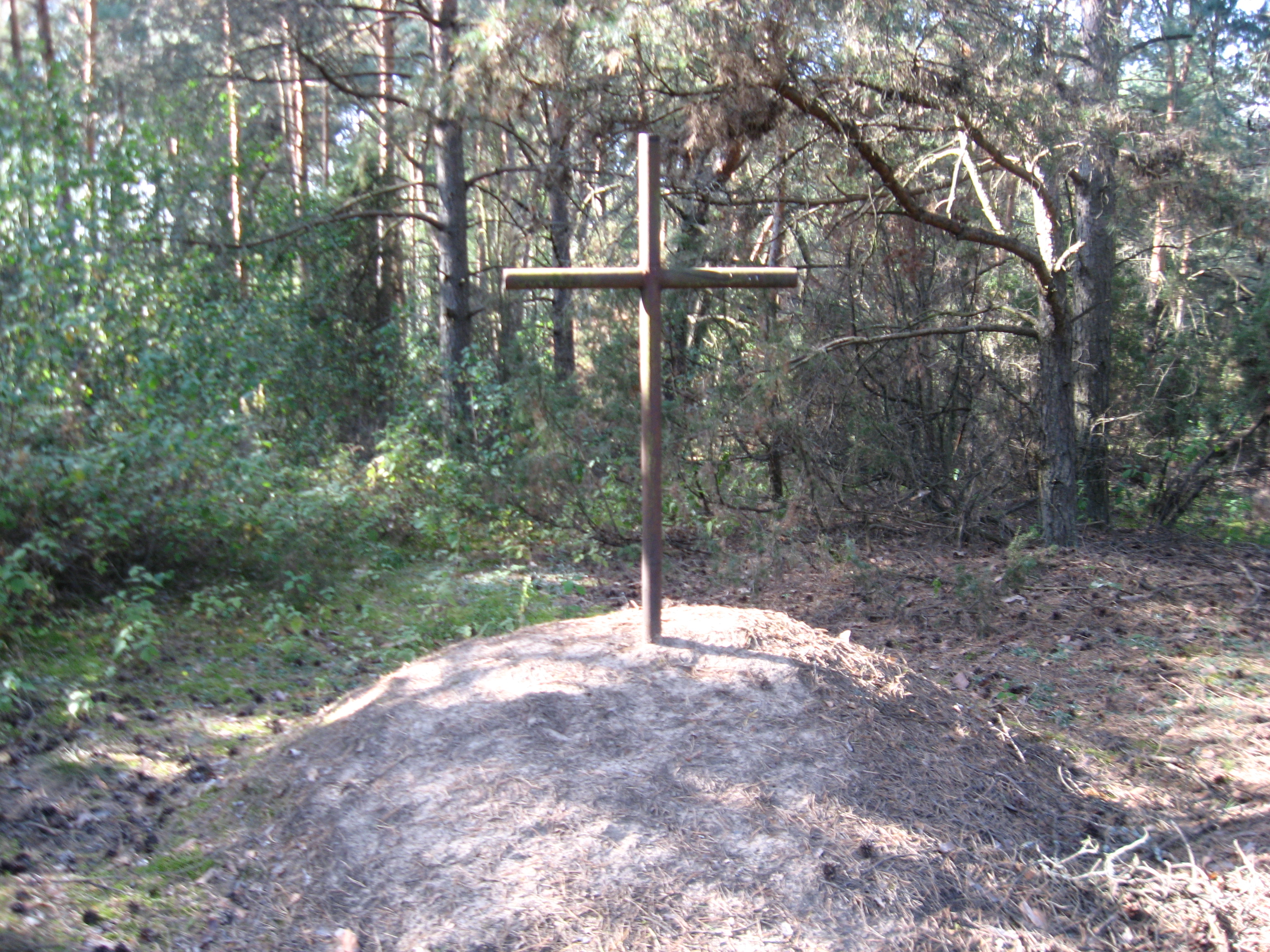
Хрест на Княжий Горі

10 грудня 1288 Володимир Василькович помер. Ольга Романівна на похороні чоловіка була з Ізяславом і з сестрою свого чоловіка черницею Оленою. Останній раз в Іпатіївському літописі згадується Ольга в березні 1289.
Про Княжу гору є письмові відомості в історичних джерелах. Перший це «Ревізія Кобринської економії» 1563, де записано: «Княжа Гора, урочище села Руховіч». Пізніше Гора присутній на російських картах XIX ст. і на польських початку XX ст. Наприкінці XIX ст. археолог Ф. В. Покровський зі слів священика записав: "с. Хабовічі … Блоцької віл., Кобринського повіту. У 5 верстах на північний захід від села є невеликий пагорб, званий в народі Княжа гора. Називається так тому, що тут нібито під час бою вбито якась княжна".
Княжа Гора зробила великий вплив на розвиток села Ляхчиці та сусідньої округи. У Покровській церкві д. Хабовічи, у прихід якої входять Ляхчиці, зберігалася літопис про події, пов'язані з урочищем, а 24 липня «на Ольгу» відзначається престольне храмове свято. У Ляхчицах дуже поширене жіноче ім'я Ольга. Указом Президента Республіки Білорусь від 2 грудня 2008 № 659 засновані офіційні геральдичні символи д. Ляхчіци — герб і прапор, на яких зображена княгиня Ольга.
Білоруська республіканська науково-методична рада з питань історико-культурної спадщини при Міністерстві культури Республіки Білорусь 22 лютого 2012 ухвалила рішення внести пропозицію до Ради Міністрів Республіки Білорусь про надання статусу історико-культурної цінності топонімічної об'єкта — назвою урочища Княжа Гора, яке розташоване близько с. Ляхчици Кобринського району. Це перший топонім, який планується взяти під охорону держави.